# Hydroniscus ornatus
Hydroniscus ornatus är en kräftdjursart som beskrevs av Menzies1962. Hydroniscus ornatus ingår i släktet Hydroniscus och familjen Haploniscidae. Inga underarter finns listade i Catalogue of Life.